# Module de distance
En astronomie, on appelle module de distance la différence entre la magnitude apparente {\displaystyle m} et la magnitude absolue {\displaystyle M} d'un astre (toutes deux calculées dans un même domaine spectral donné). Il se note généralement avec la lettre grecque {\displaystyle \mu }. Le module de distance est d'une certaine manière une autre unité (spécifique à l'astronomie) de mesure de la distance, comme l'année-lumière et le parsec.

## Définition
Par définition de la magnitude absolue d'un objet situé à l'extérieur du système solaire, le module de distance s'écrit simplement :
{\displaystyle \mu =m-M=5\,\log _{10}\left({\frac {D}{10\,\mathrm {pc} }}\right)}
que l'on écrit sous la forme :
{\displaystyle \mu =m-M=5\,\log _{10}D-5}
où {\displaystyle D} est la distance en parsecs. Le module de distance est le plus souvent utilisé pour des objets extra-galactiques (c'est-à-dire pour des étoiles ou des galaxies en dehors de notre propre galaxie), comme le Petit et le Grand Nuage de Magellan, les galaxies du Groupe local, ou au-delà.

## Exemple
Par exemple, le Grand Nuage de Magellan a un module de distance égal à 18,5. La galaxie d'Andromède a un module de distance de 24,4 et la galaxie NGC 4548 dans l'Amas de la Vierge a un module égal à 31,0. Dans le cas du Grand Nuage de Magellan, cela signifie que la fameuse supernova SN 1987A, avec une magnitude maximale apparente de 2,8, a une magnitude absolue de 2,8-18,5 = -15,7, ce qui est relativement faible pour une supernova de ce type.